# Useljeništvo u Čileu
Useljeništvo u Čileu je kroz povijest postao najvažnijim izvorom današnjeg čilskog stanovništva.
Osim izvornih domorodačkih Indijanaca, u Čile su doselili narodi sa svih kontinenata. Iz Južne Amerike to su Argentinci, Bolivijci, Ekvadorci, Peruanci, Kolumbijci, Brazilci, Venezuelanci, Kubanci, Urugvajci, Paragvajci te nekoliko tisuća iz SAD-a.
S europskog kontinenta doselili su Armenci, Austrijanci, Baski, Englezi, Flamanci, Francuzi, Grci, Hrvati, Irci, Katalonci, Nijemci, Nizozemci, Norvežani, Poljaci, Romi, Rusi, Škoti, Španjolci, Talijani, Valonci, Velšani i Židovi.
S azijskog kontinenta u Čile su uselili Arapi (Palestinci, Libanonci, Sirijci) i Židovi s Bliskog Istoka, Indijci, Pakistanci i Afganistanci sa Srednjeg Istoka odnosno Indijskog potkontinenta te s Dalekog Istoka Japanci, Kinezi (iz Kine i Tajvana) te Korejci.
Iz Oceanije doselilo je tisuća Australaca te par stotinjaka Novozelanđana i s Tonge.

## Vanjske poveznice
- El Canillita Digital  Arhivirana inačica izvorne stranice od 28. listopada 2012. (Wayback Machine) Gaspar Glavich: La familia en Chile: de los Mapuches a los croatas, los judíos y los europeos (vrsta obitelji u Čileu: mapucheanska i hrvatska, židovska i europska)
- Ciudadano Global - Servicio Jesuita a Migrantes Chile  Arhivirana inačica izvorne stranice od 23. travnja 2015. (Wayback Machine)
- Centro Navarro de Chile  Arhivirana inačica izvorne stranice od 9. ožujka 2012. (Wayback Machine)
- Encuentros con la historia: nos llamamos chilenos
- Croatas en Chile
  - Estudio de la inmigración croata  Arhivirana inačica izvorne stranice od 8. ožujka 2009. (Wayback Machine)
  - Ivo Boric: Emigración croata a Chile  Arhivirana inačica izvorne stranice od 23. rujna 2015. (Wayback Machine)
- Tipos de familia en Chile: De los mapuches a los croatas, los judíos y los europeos  Arhivirana inačica izvorne stranice od 12. lipnja 2009. (Wayback Machine) (vrsta obitelji u Čileu: mapucheanska i hrvatska, židovska i europska) ((PDF)) (poveznica neaktivna; autor je navodno Ivo Boric); naddirektorij Fundación CHILE UNIDO - A partir de la Mujer  Arhivirana inačica izvorne stranice od 5. prosinca 2011. (Wayback Machine)